# فريدريك جون تومسون
فريدريك جون تومسون (21 مايو 1935 في كندا - 7 يوليو 2010) هو سياسي وملاكم كندي.